# ほんつな
ほんつなは出版取次の大阪屋とシステムインテグレータのTISが立ち上げたサービス、あるいはその運営会社名。ほんつな株式会社の設立は2005年4月、本社は大阪府吹田市にある。

## サービス概要
書誌データベースサービス
大阪屋の取り次いでいる全書籍、雑誌に関するデータをネット上で閲覧できる（日次更新）。書名、著者名、出版社名、ISBN／雑誌コード以外に日外アソシエーツのBookデータベース内容も随時登録。登録数は2006年6月現在で約170万冊。
連想検索による書誌検索
連想検索エンジンGETAを用いて、上記データベース内の書籍、雑誌を連想検索できる（通常のキーワード一致検索機能もある）。検索結果の書誌を購入したい場合は、詳細画面からAmazon、楽天books、富士山マガジンサービス等の該当書誌購買ページへ直接ジャンプできる。
無料ブログサービス
無料でブログを立ち上げることができる（個人は無料、出版社／書店は有料）。このブログからは上記書誌データベースの各書籍に対しワンクリックでトラックバックを張ったエントリを書くことができる。同時にエントリに書誌データベースに登録された書影画像や基本情報、書誌データベースへのリンクを生成する。トラックバックを張ったエントリの記事内容は書誌データベースの情報として登録され、連想検索による書誌検索に再利用される。
対話型連想検索サービス「助手と本を探す」
上記連想検索を、人工無能テイストなキャラクターと対話しながら行うことができる。簡単なアニメーションを行うキャラクター、対話内容をコピーできる等、従来の連想検索サービスより娯楽色が強い。キャラクターの名前は「しおり」、キャラクターデザインはイラストレーターの水玉螢之丞。2006年3月サービス開始。